# Vajda Károly (irodalomtudós)
Vajda Károly (Budapest, 1969. február 13. –) magyar irodalomtörténész, hermeneuta, vallásfilozófus, egyetemi tanár. 2022. augusztus 31-ig az Országos Rabbiképző – Zsidó Egyetem rektora volt.

## Életrajz
Középfokú tanulmányait az Veres Pálné Gimnáziumban végezte, itt is tett érettségi vizsgát 1987-ben. 1987–1994 között az ELTE, 1988-ban a jénai Friedrich Schiller Egyetem részképzős hallgatója volt. 1989-90-ben Fritz Paepcke professzor tanítványa lett részint Heidelbergben, részint a budapesti Eötvös József Collegium-ban. 1991-ben a heidelbergi Ruprecht Karl Egyetem részképzős hallgatója volt. Germanisztikai, komparatisztikai és rövid ideig történettudományi, illetve skandinavisztikai tanulmányokat folytatott. 1993 szeptemberétől egy évig a budapesti Piarista Gimnázium német tanáraként tevékenykedett. Magiszteri dolgozatát Széll Zsuzsához írta. 1997–1998 között a Heidelbergi Egyetemen kutatott. 1998–2003 között a Miskolci Egyetem BTK Német Irodalom tanszékén volt tanársegéd. PhD fokozatot 2001-ben Kulcsár Szabó Ernőnél szerzett általános irodalomtudományból az ELTE-n. 2002–től tizenegy éven át a Nyugat-magyarországi Egyetem győri karán volt tanszéki munkatárs, majd főiskolai docens. 2012 novemberében habilitált az ELTE-n. 2013 és 2018 között a Selye János Egyetem Tanárképző Karán volt egyetemi docens és a német szak felelőse. Révkomáromban modern német irodalomtörténetet, kortárs német irodalmat és irodalomelméletet tanított. 2013-ban az Andrássy Gyula Budapesti Német Nyelvű Egyetem Senior Research Fellow-ja is volt. 2019. április 15-től 2022. augusztus 31-ig az OR-ZSE rektora volt.

### Magánélete
1993-ban házasságot kötött Tóth Erikával. Három gyermekük született; Rebeka (1999†), Máté (2000) és Noémi (2003).

### Tudományos tevékenysége
Tudományos érdeklődésének homlokterében a hermeneutika áll. Tanulmányai általában az irodalmi vagy a liturgiai megértés kérdéseit járják körül. Főképpen Robert Musil, Georg Trakl, Franz Kafka, Johannes Bobrowski, Paul Celan, Herta Müller és Bánk Zsuzsa műveinek interpretációjához járult hozzá jelentősen. Celánról 2018-ban Révkomáromban kismonográfiája is napvilágot látott. Turczi István Egy év című versének értelmezési látókörét a héber liturgiatörténet szemszögével bővítette. Német nyelvű irodalomelméleti monográfiáit az irodalomtudomány ontológiai megalapozhatóságának szentelte. Intenzíven kutatja a neológ zsidóság tudomány-, kultúra- és vallástörténetét is. Tudományos közleményeit főleg német nyelven publikálja.
Számottevőek szakfordításai is. Ültetett át magyarra Heidegger-tanulmányt, és Kant-traktátust is.

## Egyéb kutatói tevékenység
- Az ELTE Általános irodalomtudományi Kutatócsoportjának Archiválva 2016. július 29-i dátummal a Wayback Machine-ben tagja[9]
- A Menyhért Anna vezette Trauma és Gender Kutatócsoport tagja[10]
- A Kocziszky Éva vezette Szondi-Műhely alapító tagja[11]
- A Visegrádi Alap finanszírozta migrációs kutatócsoport alapító tagja[12]
- Az OR-ZSE Interkulturális hermeneutikai kutatócsoportjának alapító tagja[13]

## Publikációk
A Magyar Tudományos Művek Tárában: Vajda Károly publikációi

### Önálló kötetek
- 2010 Sinn, Deutung, Paradigma. Schriften zu Trakl, Kafka, Musil, Celan, Ottlik, Turczi und der Literatur
- 2011 Kétségek és kettősségek. Az irodalom lételméleti és hermeneutikai kérdései. Tanulmányok; Anonymus, Bp., 2011 (Belépő)
- 2012 Prolegomena zur Literaturontologie
- 2014 Das ungewisse Etwas
- 2018 Trauma és liturgia. A celani emlékezéslíra

### Fontosabb magyar nyelvű tanulmányok
- Ontikus kritika és ontológiai krízis. In: Holmi. 1999/7. 792–801
- Vers, ima, közelítő beszéd. Értelmezési kísérlet Celan Tenebrae című verséhez. In: Pannonhalmi Szemle 2003/1. 78–95. Újabban: Antropológia és ontológiai irodalomtudomány. In: Biczó Gábor és Kiss Noémi (szerk.): Antropológia és irodalom. Csokonai Kiadó 2003. 100–116.
- Az irodalmi megértés fordulata mint az applicatio actus exercitusa, In: Bónus Tibor, Eisemann György, Lőrincz Csongor, Szirák Péter: A Hermeneutika vonzásában. Ráció 2010, 72-85.
- Líra, liturgia, literalitás Turczi István költészetében. Az ima indiszponibilitásának ontológiai jelentősége. In: Radvánszky Anikó és Sütő Csaba András (szerk.): Tények melankóliája. Tanulmányok Turczi István műveiről. Budapest: Ráció 2012, 87–111.
- Evocatio patris, provocatio patrum. A Harmonia cælestis Első Könyvének irodalomelméleti kihívásairól. In: Görcsné Muzsai Viktória (szerk.): Kultúrák és nyelvek között – kompetensen. Győr: Nyugat-magyarországi Egyetem Kiadó 2011, 163–170.
- A zsidóság tudományának zunzi koncepciója a fiatal Scheiber Sándor írásértelmezésében. In: Babits Antal (szerk.): Papírhíd az egyetemes kultúra szolgálatában. Tanulmánykötet Scheiber Sándor születése századik évfordulójára. Budapest: Logos 2013, 259–273.
- Esemény, átlényegülés és az elbeszélés performanciája. In: Bónus, Tibor (Hrsg.): A forradalom ígérete?: Történelmi és nyelvi események kereszteződései. Budapest: Ráció Kiadó, 2014. 305-317.
- Áldás és áldozat. Teologémák Celan lírájában. In: Hubai Péter (szerk.): Áldozat. Budapest: Wesley János Lelkészképző Főiskola 2016, 399–419.
- A bibliai monoteizmus igaz ösvényei. Az igazság bibliai fogalmai. In: Hubai Péter (szerk.): Az Igaz Vallás. Budapest: Wesley János Lelkészképző Főiskola 2018, 633–650.

## Díjai
- DAAD-ösztöndíj (1997-1998)
- Bolyai-ösztöndíj (2001-2004)
- Senior Research Fellow (TÁMOP-4.2.2), Andrássy Gyula Német Nyelvű Egyetem (2013), Budapest

## Szerkesztői tevékenység
- A Miskolci Egyetem Irodalomtudomány című irodalomtudományi szakfolyóiratának szerkesztője volt 1999-ben.[14]